# Berenguer I (bisbe de Barcelona)
Berenguer I fou bisbe de Barcelona des de poc abans del 1062 fins cap al 1069 succeint a Guislabert I de Barcelona; i com aquest, Berenguer probablement estava emparentat amb el Casal de Barcelona. Consagrà l'església del monestir de Sant Llorenç del Munt a petició dels comtes Ramon Berenguer I i Almodis de la Marca, cerimònia que oficià ell mateix el 23 de juny de 1064 atorgant escriptura confirmant els béns d'aquella església. Impulsà la millora del patrimoni del bisbat, per exemple en uns terrenys al Mont Tàber al costat del Palau Comtal de Barcelona i la catedral, que el bisbat heretà del canonge Guifré. El bisbe les cedí l'any 1066 en usdefruit vitalici al levita Tudiscle amb la càrrega de bastir-hi cases, que gaudís en vida i que després recaiguessin en el cabiscol. En aquest sentit també hi ha constància el 1068 d'una permuta de terrenys que el bisbe Berenguer i el cabiscol feren amb un tal Ponce Christiani i la seva muller Esplenduria, que reberen dues porcions de terra inculta en territori de la ciutat, en el lloc anomenat de Torsurola, donant a canvi a l'església una "vinya òptima" a un lloc anomenat Pociolos. El 1068 participà en una junta de Pau i Treva de Déu que aplegà bisbes i abats finant poc després i essent succeït per Umbert de Cervelló.